# Good Days (chanson de SZA)
Pour les articles homonymes, voir Good Days.
Singles de SZA
Hit Different (en)
(2020) Kiss Me More
(2021)
Good Days est une chanson de l'auteure-compositrice-interprète américaine SZA sortie le 25 décembre 2020. Elle fait partie de son deuxième album studio SOS.

## Historique
La chanson Good Days sort le 25 décembre 2020. Elle contient des chœurs enregistrés par le musicien britannique Jacob Collier,.
Le même jour, SZA publie une vidéo dans laquelle elle interprète un medley acoustique de Good Days et de son single précédent Hit Different (en). Le musicien Carter Lang l'accompagne au piano électrique.

## Classements hebdomadaires
| Classement (2021)                              | Meilleure position |
| ---------------------------------------------- | ------------------ |
| Australie (ARIA)                               | 7                  |
| Australie (ARIA Hip Hop/R&B)                   | 3                  |
| Autriche (Ö3 Austria Top 40)                   | 73                 |
| Belgique (Flandre Ultratip Bubbling Under 100) | 1                  |
| Belgique (Flandre Ultratop R&B/Hip-Hop)        | 9                  |
| Belgique (Wallonie Ultratip Bubbling Under 50) | 42                 |
| Belgique (Wallonie Ultratop R&B/Hip-Hop)       | 41                 |
| Canada (Hot 100)                               | 12                 |
| Danemark (Tracklisten)                         | 24                 |
| États-Unis (Hot 100)                           | 9                  |
| États-Unis (Digital Songs)                     | 38                 |
| États-Unis (Hot R&B Songs)                     | 3                  |
| États-Unis (Mainstream R&B/Hip-Hop)            | 17                 |
| États-Unis (Pop Airplay)                       | 33                 |
| États-Unis (R&B/Hip-Hop Airplay)               | 23                 |
| États-Unis (R&B/Hip-Hop Songs)                 | 3                  |
| États-Unis (Rhythmic Songs)                    | 16                 |
| États-Unis (Streaming Songs)                   | 2                  |
| États-Unis (Rolling Stone Top 100 (en))        | 2                  |
| France (SNEP)                                  | 174                |
| Global 200                                     | 7                  |
| Global Excl. U.S.                              | 29                 |
| Grèce (IFPI Greece)                            | 16                 |
| Irlande (Irish Singles Chart)                  | 8                  |
| Islande (Tónlistinn)                           | 14                 |
| Lettonie (LAIPA)                               | 20                 |
| Lituanie (AGATA)                               | 10                 |
| Norvège (VG-lista)                             | 15                 |
| Nouvelle-Zélande (RMNZ)                        | 3                  |
| Pays-Bas (Tipparade)                           | 9                  |
| Pays-Bas (Single Top 100)                      | 39                 |
| Royaume-Uni (UK Singles Chart)                 | 13                 |
| Singapour (RIAS (en))                          | 8                  |
| Suède (Sverigetopplistan)                      | 26                 |
| Suisse (Schweizer Hitparade)                   | 39                 |